# Team Meritus

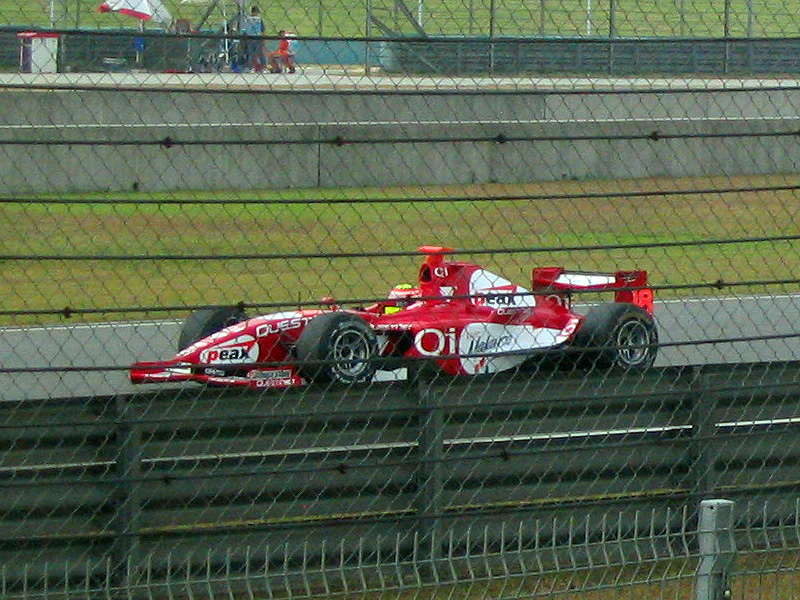
Alex Yoong corriendo con su Meritus en Shanghái.

MY (Malaysia) Qi-Meritus Mahara es una escudería malaya que participa principalmente en la GP2 Asia Series. Los directores de equipo son Peter Thompson y Firhat Mokhzani. El equipo fue fundado como Qi-Meritus Mahara en el año 2003.
Su sede se sitúa en Kuala Lumpur (Malasia), la escudería también participa en la Fórmula BMW Asiática y en la Fórmula Renault V6 Asiática.

## Resultados

### GP2 Asia Series
(Clave) (negrita indica pole position) (cursiva indica vuelta rápida puntuable)
| Año     | Chasis                                 | Neu. | N.º | Pilotos          | 1    | 1    | 2    | 2    | 3    | 3    | 4    | 4    | 5    | 5    | 6    | 6    | Puntos | Pos. | Ref.  |
| ------- | -------------------------------------- | ---- | --- | ---------------- | ---- | ---- | ---- | ---- | ---- | ---- | ---- | ---- | ---- | ---- | ---- | ---- | ------ | ---- | ----- |
| 2008    | Dallara GP2/08 Mecachrome V8108 GP2 V8 | B    |     |                  | YMC1 | YMC1 | SEN  | SEN  | KUA  | KUA  | SAK  | SAK  | YMC2 | YMC2 |      |      | 17     | 9.º  | [ 1 ] |
| 2008    | Dallara GP2/08 Mecachrome V8108 GP2 V8 | B    | 26  | Hiroki Yoshimoto | 6    | 4    | Ret  | 20   | Ret  | 10   | 12   | 4    | 5    | 13   |      |      | 17     | 9.º  | [ 1 ] |
| 2008    | Dallara GP2/08 Mecachrome V8108 GP2 V8 | B    | 27  | Luca Filippi     | 5    | Ret  | DSQ  | 21   | Ret  | Ret  | Ret  | 11   | 12   | Ret  |      |      | 17     | 9.º  | [ 1 ] |
| 2008-09 | Dallara GP2/08 Mecachrome V8108 GP2 V8 | B    |     |                  | SHA  | SHA  | DUB  | DUB  | SAK1 | SAK1 | LOS  | LOS  | KUA  | KUA  | SAK2 | SAK2 | 9      | 10.º | [ 2 ] |
| 2008-09 | Dallara GP2/08 Mecachrome V8108 GP2 V8 | B    | 18  | Alex Yoong       | 14   | 9    | Ret  | C    |      |      |      |      |      |      |      |      | 9      | 10.º | [ 2 ] |
| 2008-09 | Dallara GP2/08 Mecachrome V8108 GP2 V8 | B    | 18  | Marco Bonanomi   |      |      |      |      | 20   | 10   | 16   | 11   | Ret  | 14   | 14   | 8    | 9      | 10.º | [ 2 ] |
| 2008-09 | Dallara GP2/08 Mecachrome V8108 GP2 V8 | B    | 19  | Earl Bamber      | 6    | 2    | Ret  | C    | 11   | 7    |      |      |      |      |      |      | 9      | 10.º | [ 2 ] |
| 2008-09 | Dallara GP2/08 Mecachrome V8108 GP2 V8 | B    | 19  | Alvaro Parente   |      |      |      |      |      |      | 17   | 16   | 11   | 9    | Ret  | 13   | 9      | 10.º | [ 2 ] |
| 2009-10 | Dallara GP2/08 Mecachrome V8108 GP2 V8 | B    |     |                  | YMC1 | YMC1 | YMC2 | YMC2 | SAK1 | SAK1 | SAK2 | SAK2 |      |      |      |      | 34     | 4.º  | [ 3 ] |
| 2009-10 | Dallara GP2/08 Mecachrome V8108 GP2 V8 | B    | 20  | Luca Filippi     | 2    | 8    | 14†  | 17   | 2    | 18   | 1    | 8    |      |      |      |      | 34     | 4.º  | [ 3 ] |
| 2009-10 | Dallara GP2/08 Mecachrome V8108 GP2 V8 | B    | 21  | Diego Nunes      | Ret  | 13   |      |      |      |      |      |      |      |      |      |      | 34     | 4.º  | [ 3 ] |
| 2009-10 | Dallara GP2/08 Mecachrome V8108 GP2 V8 | B    | 21  | Alexander Rossi  |      |      | 6    | 9    | Ret  | Ret  | 11   | 5    |      |      |      |      | 34     | 4.º  | [ 3 ] |